# کمیته امر به معروف و نهی از منکر عربستان سعودی
کمیته امر به معروف و نهی از منکر عربستان سعودی، معروف به پلیس دینی عربستان سعودی (هيئة الأمر بالمعروف والنهي عن المنكر)، نهادی رسمی در عربستان سعودی است که وظیفهٔ اجرای قوانین اسلامی در امور عمومی و نظارت بر رعایت اخلاق اسلامی را بر عهده دارد. این سازمان تا پیش از سال ۲۰۱۶ حق توقیف، بازداشت، و بازجویی را داشت.

## تاریخچه
گروه امر به معروف و نهی منکر عربستان در سال ۱۹۴۰ میلادی تأسیس شد و از آن زمان نقش مهمی در اجرای احکام اسلامی و نظارت بر رفتار عمومی ایفا کرده‌است. این سازمان ابتدا با اختیارات گسترده‌ای برای برخورد مستقیم با تخلفات شرعی، به ویژه در شهرهای بزرگ مانند ریاض و جده فعالیت می‌کرد.

## ساختار سازمانی
این نهاد تحت نظارت مستقیم دولت عربستان و وزارت کشور فعالیت می‌کند و رئیس آن توسط پادشاه منصوب می‌شود. اعضای این گروه شامل حدود ۴۰۰۰ نفر هستند که در سراسر کشور مستقر شده‌اند و از امکانات و آموزش‌های ویژه برای اعمال وظایف شرعی برخوردارند. ساختار سازمانی شامل بخش‌های زیر است:
- اداره امور اجرایی و بازرسی
- بخش آموزش و فرهنگ اسلامی
- واحد نظارت بر پوشش و رفتار عمومی
- واحد همکاری با پلیس و دیگر نهادهای دولتی

## مأموریت‌ها و وظایف
وظایف رسمی گروه عبارتند از:
- اجرای قوانین اسلامی در اماکن عمومی
- پیشگیری از فعالیت‌های مخالف شریعت، از جمله جادوگری و افسونگری
- نظارت بر لباس و رفتار بانوان در جامعه
- اطمینان از حضور مردم در نماز جماعت و تعطیلی فروشگاه‌ها در هنگام نماز
- اطلاع‌رسانی به پلیس دربارهٔ جرایم یا تخلفات احتمالی

این نهاد همچنین مسئول کشف و تعطیلی روسپی‌خانه‌ها و جلوگیری از فعالیت‌های غیرقانونی در جامعه است.

## تغییرات قانونی
در تاریخ ۱۱ آوریل ۲۰۱۶، مجلس وزیران عربستان سعودی اختیارات اجرایی مستقیم این سازمان را کاهش داد و مواردی مانند بازداشت، بازجویی و توقیف شناسنامه حذف شد. از آن زمان، نقش این گروه به نظارت و اطلاع‌رسانی محدود شده و دیگر نمی‌تواند مستقیماً افراد را بازداشت کند.

## انتقادات
این نهاد به دلیل دخالت‌های شدید در زندگی خصوصی و پایمال کردن حقوق بشر مورد انتقاد قرار گرفته‌است. موارد جنجالی شامل:
- نقش در افزایش قربانیان آتش‌سوزی سال ۲۰۰۲ میلادی در مدرسه دختران مکه به دلیل جلوگیری از خروج دختران بدون حجاب.[۵]
- عدم مداخله در فعالیت‌های غیرقانونی برخی مسؤولان بلندپایه در جده به دلیل روابط سیاسی.[۶]
- انتقادات بین‌المللی دربارهٔ نقض حقوق زنان و محدودیت‌های شدید اجتماعی.[۷]